# كأس العالم 2010 المجموعة الرابعة
مباريات المجموعة الرابعة من كأس العالم لكرة القدم 2010 لعبت في الفترة مابين 13-23 يونيو، 2010. ضمت المجموعة كلاً من ألمانيا وصربيا وأستراليا وغانا.

|  |

| فريق     | النقاط | فرق | عليه | له | خ | ت | ف  | لعب |
| -------- | ------ | --- | ---- | -- | - | - | -- | --- |
| ألمانيا  | 3      | 2   | 0    | 1  | 5 | 1 | +4 | 6   |
| غانا     | 3      | 1   | 1    | 1  | 2 | 2 | 0  | 4   |
| أستراليا | 3      | 1   | 1    | 1  | 3 | 6 | −3 | 4   |
| صربيا    | 3      | 1   | 0    | 2  | 2 | 3 | −1 | 3   |

## الاستعدادات
قرر مدرب منتخب صربيا رادومير أنتيتش خوض 5 مباريات ودية استعدادًا للبطولة حيث استطاع تحقيق الفوز 3 مرات على الجزائر واليابان بنفس النتيجة 3-0 والكاميرون 4-3 بينما تعادل سلبيًا مع بولندا وخسر من نيوزيلندا 0-1.
بعد الخروج من الدور الربع النهائي في بطولة كأس الأمم الإفريقية على يد حاملة اللقب مصر في شهر يناير الماضي قرر الصربي ميلوفان راييفاتش خوض 3 مباريات ودية ومباراتين رسميتين حيث استطاع التغلب على بوركينا فاسو مرتين 5-2 و 1-0 في تصفيات كأس الأمم الإفريقية للمحليين ثم فاز وديًا على لاتفيا 1-0 وخسر من البوسنة والهرسك 1-2 ومن هولندا 1-4.
استعدادًا للبطولة قرر مدرب منتخب ألمانيا يواخيم لوف خوض 4 مباريات بدأها بالخسارة من الأرجنتين 0-1 ثم حقق 3 انتصارات متتالية على مالطا والمجر بنفس النتيجة 3-0 والبوسنة والهرسك 3-1.
قرر الهولندي بيم فيربيك ترك تدريب منتخب أستراليا مع نهاية البطولة حيث قرر خوض 3 مباريات ودية سبقت البطولة بأيام واستطاع تحقيق الفوز على نيوزيلندا 2-1 والدنمارك 1-0 بينما خسر من الولايات المتحدة 1-3.

## التشكيلات
قرر أنتيتش اختيار 21 لاعب من أصل 23 لاعب في القائمة من الذين يلعبون خارج صربيا بينما كان اللاعبان المحليان هما لاعب وسط بارتيزان رادوساف بيتروفيتش ومهاجم فويفودينا نوفي ساد دراغان مرديا.
بسبب سلسلة من الشد والجذب استطاع راييفاتش إقناع لاعب الوسط الألماني المولد برينس بواتينج من المشاركة مع منتخب بلاده الأصلي غانا ويعود السبب الرئيسي إلى صعوبة حجز مكان في تشكيلة منتخب ألمانيا وهذا الأمر سيجعل بواتينغ يواجه شقيقه الأكبر جيروم بواتينج المشارك مع منتخب ألمانيا في نفس المجموعة. بينما خرج لاعب الوسط مايكل إيسيان من التشكيلة بسبب الإصابة التي ألمت به حيث عبر عن أنه فعل كل ما في وسعه من أجل التشافي قبل البطولة ولكنه فشل.
واجه لوف معضلة كبيرة بإيجاد اللاعب المناسب للحلول مكان المصابين الثلاثة وهم القائد مايكل بالاك، كريستيان تراش، وهايكو فيسترمان ولكن عدا عن هذا الأمر فإن تشكيلة منتخب ألمانيا خلت من أي مفاجئات.
استقر فيربيك على قائمة منتخب أستراليا المشاركة في البطولة  ولكنه فوجئ بالحارس الاحتياطي برادلي جونز يعود إلى موطنه بسبب ظروف عائلية  ويطلب وقتها استبدال هذا اللاعب ولكن الاتحاد الدولي لكرة القدم يرفض هذا الأمر بحجة أن الظروف ليست قاهرة.

## المباريات

### صربيا-غانا
أبدى لاعب الوسط الصربي الشاب زدرافكو كوزمانوفيتش ثقة كبيرة بأن زملائه لا يفكرون حتى في الفشل على الرغم من خسارة آخر المباريات الودية من منتخب نيوزيلندا المتواضع 0-1  بينما وعد المهاجم العملاق نيكولا زيغيتش بأنه سيثبت علو كعبه في هذه البطولة. تمنى المدافع نيمانيا فيديتش عدم مواجهة منتخب إنجلترا في الدور الثمن النهائي بسبب قوته الأخير ومعرفته بهم من خلال مشاركته مع نادي مانشستر يونايتد. في المعسكر المقابل فإن نجم منتخب غانا للشباب إيمانويل أغييمانغ بادو رشح منتخب بلاده للوصول إلى الدور النصف النهائي  وهو ما أيده أيضا سولي علي مونتاري  ولكن قائد منتخب غانا ومدافعه ستيفن أبياه عبر عن خوفه من مواجهة منتخب صربيا الذي يمتلك شراسة هجومية خبرات فنية لمواجهة مرمى الخصوم. بدأت المباراة في الساعة الرابعة بالتوقيت المحلي. بعد سلسلة من اللعب الحذر من الطرفين تغيرت المباراة تماماً في حادثة وقع فيها مدافع صربيا ألكسندر لوكوفيتش الذي تعرض لبطاقة حمراء في الدقيقة 75 اثر شده أسامواه غيان ليتحصل على البطاقة الصفراء الثانية. وسجل غيان هدف المباراة الوحيد في الدقيقة 84 من ضربة جزاء احتسبت لمنتخب غانا اثر لمسة يد على اللاعب البديل كوزمانوفيتش. بعد نهاية المباراة عبر غيان صاحب الهدف ولاعب الوسط ديريك بواتينغ الذي لم يشارك في المباراة عن سعادتهما بالتغلب على منتخب صربيا المرشح لتحقيق نتيجة الفوز  بينما عبر فيديتش عن غضبه من مهاجمي منتخب بلاده الذين أضاعوا الكثير من الفرص السانحة لتسجيل الأهداف  وأكد لاعب الوسط المضرم ديان ستانكوفيتش بأنه مستاء من البطولة السلبية في البطولة. انتقدت وسائل الاعلام الصربية مدرب منتخب غانا الصربي راييفاتش على قيادته لهزيمة منتخب بلاده ولكنه صرح بأنه لديه وظيفة ويجب أن يحتفظ بها من خلال تحقيق النتائج الإيجابية أمام جميع المنتخبات بما فيها منتخب بلاده.

### ألمانيا-أستراليا
انتقد لاعب منتخب ألمانيا السابق لوثار ماثيوس تشكيلة اللاعبين الحالية وقال أنه تنقصها وجود اللاعب الذي يستطيع احداث الفارق ويرشح منتخب بلاده للخروج من الدور الربع النهائي. صرح المدافع بير ميرتساكر بأنه ينتظر المباراة الأولى في البطولة على أحر من الجمر  والمدرب لوف متفائل من تحقيق نتيجة إيجابية. أعلن المهاجم البرازيلي الأصلي كاكاو أنه يعتبر هداف بطولة كأس العالم لكرة القدم 1994 روماريو مثله الأعلى  بينما قال الظهير فيليب لام قائد منتخب ألمانيا بأنه أفضل تشكيلة لعب فيها. أكد المدير الإداري لمنتخب ألمانيا أوليفر بيرهوف بأنه يمتلك فريقا قويا  بينما يشعر حارس المرمى الأساسي مانويل نيوير ببعض التوتر بسبب مشاركته للمرة الأولى في هذه البطولة. عبر المدافع سيردار تاشي عن سعادته بتواجده في جنوب أفريقيا  بينما صرح الجناح ماركو مارين بأنه يتطلع لتخطي منتخب أستراليا. في المقابل فقد عبر لاعب الوسط الأسترالي جايسون كولينا بأنه يعتقد بأن منتخب أستراليا 2010 أفضل من منتخب أستراليا 2006  وانتقد حارس المرمى مارك شوارزر صغر معدل أعمار لاعبي منتخب ألمانيا الذي يبلغ 25 سنة فقط وأن هذا الأمر سيؤثر بالسلب عليهم. أكد المدرب فيربيك بأنه سوف لن ينتقد كرة الغابولاني لو تعرض منتخبه للخسارة  بينما عبر لاعب الوسط تيم كاهيل عن بهجته من تطور أداء منتخب بلاده  وصرح صانع الألعاب داريو فيدوشيتش بأن الثقة بالنفس الزائدة عن الحد لدى اللاعب الألماني ستعود سلبيا عليهم. بدأت المباراة في الساعة الثامنة والنصف بالتوقيت المحلي. في الدقيقة 8 مرر مسعود أوزيل كرة كسرت مصيدة التسلل لتجعل توماس مولر داخل منطقة الجزاء فحولها عرضية زاحفة لتجد لوكاس بودولسكي يرسلها صاروخية أسقطت حارس أستراليا مارك شوارز ليسجل الهدف الأول. في الدقيقة 27 مرر فيليب لام تمريرة عرضية نحو ميروسلاف كلوزه الذي سددها مسجلا الهدف الثاني. في الدقيقة 55 تم طرد الأسترالي تيم كاهيل بسبب تدخله القوي على باستيان شفاينشتايغر والذي اعتبره الحكم تدخلاً دون كرة. اقتحم بودولسكي دفاعات أستراليا في الدقيقة 68 ليمررها لمولر الذي راوغ لاعب بطريقة جميلة وأرسل كرة أرضية قوية ارتطمت بالقائم لتتحول في المرمى هدفاً ثالثاً. وشهدت الدقيقة 69 دخول كاكاو بدلاً من كلوزه ولم يضع الوقت ليستلم كرة عرضية يحولها مباشرة في المرمى هدفاً رابعاً. بعد نهاية المباراة اعتبر لوف الفوز مهما ودافع كبير لاستمراره في المباريات المقبلة. وعبر المهاجم كلوزه  ولاعب منتخب ألمانيا السابق توماس بيرثولد  عن سعادتهما بالفوز. وفي المقابل فقد لام المدافع الأسترالي لوكاس نيل نفسه وزملائه على الخسارة الكبيرة  وعبر كاهيل عن حزنه على الخسارة وطرده من المباراة  حيث أصدرت اللجنة المنظمة قرارا أنه سيتم توقيفه لمباراة واحدة  وأعلن المدرب فيربيك بأنه سيخوض المباراتين القادمتين أمام غانا وصربيا بنظام الكؤوس.

### ألمانيا - صربيا
أشاد مايكل بالاك قائد المنتخب الألماني والذي يغيب عن صفوفه في كأس العالم 2010 الحالية بسبب الإصابة في الكاحل بزملائه المشاركين بالبطولة وأوصاهم بأن يكونوا مثالا يحتذى به أمام إنجلترا وأضاف التوقعات يمكن أن تخلق ضغوطا ولكننا نستمد الإلهام من تاريخنا بينما شعرت أن المنتخب الإنجليزي يعاني من القلق بسبب تاريخه. تاريخهم يشكل ضغطا عليهم. المنتخب الإنجليزي لديه لاعبون أفضل لكننا من أكثر المنتخبات لياقة في البطولة نلعب كرة قدم جيدة ولدينا عقلية رائعة لذلك لدينا الفرصة لتحقيق إنجاز كبير. إننا بلد كبير لها تاريخ عريق ويجب أن نتصرف هكذا. مسعود أوزيل يشكل اللاعب رقم 10 الذي كنا نفتقده لعدة سنوات وقد أظهر موهبته أمام العالم. أشاد غيرد مولر الهداف التاريخي لألمانيا برصيد 365 هدفا في البوندسليجا و68 هدفا على المستوى الدولي و14 هدفا في كأس العالم بتوماس مولر قائلا إنه دائم الحركة مثلي وأضاف بأنه المهاجم الأول بالنسبة لي، يمكنه التسديد بقدميه اليمنى واليسرى، يمكنه التصويب برأسه ويستهدف المرمى من مسافة 20 مترا وشعر توماس مولر بالإطراء من كلمات جيرد قائلا لقد تحدثت إليه، خضنا حديثا طويلا، أن تتلقى الإشادة من رجل سجل 365 هدفا في البوندسليجا فإن ذلك بإمكانه وضع الابتسامة على وجهك. إنني سعيد لأن الفريق حظي ببداية جيدة وإنه بإمكاني أن أساهم، ندرك أن صربيا فريق خطير لديها إمكانيات وتشعر بالألم بعد هزيمتها صفر/1 أمام غانا. ندرك أننا لن نفوز في كل مباراة 4/صفر، تظهر بشكل رائع في يوم وفي اليوم التالي تخسر صفر/2، لم يكن علينا أن ننفعل بالفوز. لم نحقق شيئا بعد، لم نفز بكأس العالم، لم نعبر دور المجموعات بعد. قال هانس دايتر فلايك المدرب المساعد بالمنتخب الألماني إنها الفرصة الأخيرة للمنتخب الصربي للبقاء في البطولة ويجب أن نتوخى الحذر ونركز في المباراة. المنتخب الأسترالي لم يكن مقياسا والمنتخب الصربي فريق جيد للغاية ويضم لاعبين يحترفون بأكبر الأندية الأوروبية. يتعين علينا أن نحسن من أدائنا الذي قدمناه أمام أستراليا. قال مدرب منتخب ألمانيا يواخيم لوف نظرا لهزيمته في المباراة الأولى سيكون المنتخب الصربي أكثر خطورة في المباراة الثانية ويجب أن نكون مستعدين لمباراة صعبة للغاية. ستكون معركة صعبة للغاية لكننا نترقب خوضها بشغف. إنهم بارعون للغاية في تمريراتهم ويمكنهم السيطرة على مباراة وتشكيل خطورة على مرمى المنافس في كل لحظة. لو تعرف ثقافة الصرب ستدرك أنهم مقاتلون أقوياء للغاية وقادرون على الوفاء بوعودهم لذلك أتوقع منتخب صربي مختلف تماما عنه في المباراة الأولى لصربيا وسيلعبون حتى الدقيقة الأخيرة. قال المدرب رادومير أنتيتش مدرب المنتخب الصربي هذه المباراة تمثل مواجهة تاريخية بالفعل بالنسبة لنا ولكن المنتخب الألماني أيضا يجب أن يمنحنا الدافع على استعادة إحساسنا وسعادتنا باللعبة. كانت المباراة متكافئة إلى حد كبير مع المنتخب الغاني ولكننا فشلنا ذهنيا. جميع لاعبينا يجب أن يرتقوا بمستواهم. قال المهاجم الصربي ميلان يوفانوفيتش الهزيمة أمام غانا أثرت على معنوياتنا، كان من المتوقع أن نفوز على غانا ولكننا تأثرنا بهذا الفشل. ضللنا هدفنا أمام منافس أقل في المستوى والآن أصبحنا في موقف نحتاج فيه على الحصول على أكبر عدد ممكن من النقاط من منافس أفضل منا. المنتخب الألماني كان رائعا أمام أستراليا. الفريق ترك أفضل انطباع في كأس العالم الحالية حتى الآن. إنهم مثل الماكينة ولديهم سبعة لاعبين يندفعون في الهجوم. إذا أردنا إسقاطهم يجب ألا نظهر خوفنا بأفضل شكل ممكن لأننا نواجه فريقا أفضل. قال دراغوسلاف ستيبانوفيتش المدرب الصربي الذي يعمل في ألمانيا من 20 سنة الألمان سيدمروننا إذا لم نهاجمهم. بعد مشاهدتهم يلعبون وسيكون درب من دروب الخيال الحديث عن الفوز، إنها مهمة مستحيلة ولكن أتمنى أن يندثر الماضي ولكن برغم ذلك إذا لم تلعب بشكل هجومي فإنك ليس لديك أي فرصة. إنها المباراة الأولى بالمونديال ولم يقل أحد منهم لنميت أنفسنا داخل الملعب اليوم، لم أر رغبة أو عزيمة داخل الملعب. لن تكون المهمة سهلة إذا لعبنا بشكل دفاعي. بدأت المباراة في تمام الساعة الرابعة. نال ميروسلاف كلوزه مهاجم المنتخب الألماني إنذارا في الدقيقة 12 للخشونة. أشعل الحكم الأسباني ألبرتو أونديانو المباراة مبكرا حيث أشهر البطاقة الصفراء الثانية في وجه كلوزه ثم البطاقة الحمراء ليطرده من الملعب في الدقيقة 37 ليلعب المنتخب الألماني بعدها بعشرة لاعبين فقط. ولم يمهل المنتخب الصربي منافسه الألماني وقتا لترتيب أوراقه بعد طرد كلوزه حيث باغته بهدف التقدم في الدقيقة 38 اثر هجمة سريعة لعب ميلوس كراسيتش على إثرها الكرة عرضية من ناحية اليمين لتصل على رأس نيكولا زيغيتش الذي هيأها لزميله ميلان يوفانوفيتش وهو على بعد خطوتين من المرمى حيث هيأ يوفانوفيتش الكرة لنفسه وسددها في الشباك وسط ارتباك أرنه فريدريش مدافع ألمانيا وحارس المرمى ليكون هدف الفوز بالمباراة 1/0. واصل المنتخب الألماني محاولاته الهجومية ليحصل الفريق على ضربة جزاء في الدقيقة 60 اثر لمسة يد على نيمانيا فيديتش الذي نال إنذارا أيضا ولكن الحظ عاند لوكاس بودولسكي مجددا حيث سدد ضربة الجزاء وتصدى لها الحارس الصربي لتكون أول ضربة جزاء ضائعة في البطولة الحالية كما أنها أول ضربة جزاء يهدرها المنتخب الألماني منذ أن أهدر أولي هونيس رئيس نادي بايرن ميونخ الألماني حاليا ضربة جزاء في مباراة الفريق أمام بولندا في مونديال 1974 بألمانيا الغربية. تم اختيار حارس مرمى منتخب صربيا فلاديمير ستويكوفيتش أفضل لاعب في المباراة. قال لوكاس بودولسكي بعد المباراة كنا سنشعر بالقناعة بنقطة التعادل والتي كانت ستصبح خطوة جيدة على طريق التأهل لدور الثمن النهائي. لم أسددها بشكل سيئ ولكن الحارس توقعها جيدا. إنه أمر مخيب للآمال ولكنني أتحمل المسئولية. قال يواخيم لوف وجدنا صعوبة في الشوط الأول ولم نكن بقوتنا الهجومية المعتادة في الشوط الأول. لعبنا بشكل أفضل كثيرا في الشوط الثاني رغم النقص العددي في صفوفنا. صنعنا عددا من الفرص وكان بإمكاننا تسجيل الأهداف ولكن لسوء الحظ أهدرنا ضربة الجزاء. قال باستيان شفاينشتايغر إذا نظرت لكل هذه الإنذارات ستجدها مضحكة. كل مباراة ستشهد بطاقة حمراء كذلك. أعرب ميروسلاف كلوزه مهاجم المنتخب الألماني عن حزنه الشديد لهزيمة فريقه قائلا أشعر بالحزن الشديد. أردت فقط مساعدة الفريق. حاولت لعب الكرة ولم يكن خطأ كبيرا لهذا الحد. أعتقد أن الحكم كان يجب أن يتحدث إلي ويبلغني بأن أهدأ وكان يجب ألا يمنحني الإنذار الثاني. كرة القدم لعبة التحامات ويجب التفريق بين الالتحام السيئ وهذا الالتحام. قال رادومير أنتيتش كان بإمكاننا تقديم المزيد في الشوط الثاني من المباراة وتسجيل هدف آخر ولكننا تعرضنا لكثير من الضغط وأردنا أن نحافظ على النتيجة. سيطرنا على مجريات اللعب في الشوط الأول وفي الشوط الثاني كان الهدف منه هو الحفاظ على النتيجة.

### غانا - أستراليا
قال المهاجم الغاني أسامواه غيان عن أدائه الذي استحق عليه لقب أفضل لاعب في المباراة هذا ما كان تنتظره غانا كلها، كان من المهم جدا الفوز بهذه المباراة وحصلنا على النقاط الثلاث بفضل الرب واعترف اللاعب الجميع سعداء بفوزنا، ليس فقط في غانا بل الجميع في أفريقيا يدعموننا. أشكر كل من ساندوا النجوم السوداء. حذر ميلوفان راييفاتش المدير الفني للمنتخب الغاني لاعبيه من الغرور قبل مواجهة أستراليا قائلا بالنسبة لنا إنها مباراة الموسم وبرغم أن ألمانيا وصربيا يلتقيان اليوم فإن الفوز بالنسبة لنا في غاية الأهمية. نحتاج إلى الاستعداد بشكل جيد والتركيز التام لأن الأمور لا تنتهي قبل صافرة النهاية، نحتاج أن نكون في قمة التركيز وأن نظهر أفضل ما لدينا إذا أردنا الفوز. بالنسبة لأستراليا إنها أخر فرصة لهم وسيقدمون أقصى ما لديهم، أستراليا أمة تنافسية للغاية وواثق من أنهم سيفعلون كل ما بوسعهم لتحقيق الفوز ولكننا جاهزون لذلك، نحن نحترمهم، أستراليا فريق قوي للغاية. الأداء أمام ألمانيا لم يمنحنا الصورة الحقيقية لهم، أعتقد أن بإمكانهم تقديم ما هو أفضل، يمكنهم أن يركضوا بشكل أفضل، ألمانيا أحرزت أهدافها في أوقات جيدة وبعد أن حصلت أستراليا على بطاقة حمراء وبالتالي كان من السهل بالنسبة لهم أن ينهوا المباراة وأن يسجلوا عدد كبير من الأهداف. قال المدافع جون مينساه البطولة لم يكن من الممكن أن تبدأ بشكل أفضل من ذلك بالنسبة لنا عبر الفوز في المباراة الأولى ولكننا الآن نتطلع إلى مواصلة المشوار ونصب كامل تركيزنا على مباراة أستراليا. لم أشاهد كامل المباراة بين أستراليا وألمانيا ولكني شاهدت بعضها، ألمانيا صنعت الكثير من الفرص ولكني لا أعتقد أن فريق أستراليا سيظهر بهذه الطريقة أمامنا، أعتقد أن الوضع سيكون مختلفا. الأمور تتغير في عالم كرة القدم ولا يمكنني أن أجزم بأننا سنحقق نفس الإنجاز هذه المرة ولكننا جميعا عاقدين العزم ونركز في مهمتنا. اللاعبون الشباب فاجئونا، غاب العديد من اللاعبين الكبار عن كأس الأمم الأفريقية ولكن اللاعبين الصغار قدموا أنفسهم وأظهروا كفاءتهم ولعبوا بشكل جيد ونحن جميعا نشعر بالفخر لما حققوه. المدرب ميلوفان راييفاتش جيد، جميعنا يعرف ذلك، لقد قدم أسلوبه الخططي ونفعل ما يقوله ونؤمن بأننا إذا فعلنا ذلك سنحقق النجاح. يواجه المنتخب الغاني أزمة حقيقية في الدفاع قبل المباراة أمام أستراليا حيث تحوم الشكوك حول مشاركة إسحاق فورساه بسبب الإصابة ولم يتدرب فورساه لأيام عديدة بسبب تعرضه لإصابة عضلية فيما خرج مينساه من التدريبات وقد يشارك الظهير الأيمن جون بنتسيل في مركز لاعب خط الارتكاز على أن يحل صامويل اينكوم محله في الجهة اليمنى ويمكن أن يشارك لي أدي أيضا في مركز قلب الدفاع. صرح لاعب الوسط تيم كاهيل للصحفيين قائلا ربما تكون هذه واحدة من أكثر اللحظات حزنا بمشواري الرياضي، هذا الأمر يثبت لكم كيف يمكن أن تبنى الأحلام وتتحطم في ساعات قليلة من الزمن. لم تكن اللعبة تستحق بطاقة حمراء على الإطلاق وأنا آسف على ذلك. كان شعورا جيدا أن أسمع باستيان شفاينشتايغر يقول ذلك ولكن هنا يكمن جمال كرة القدم فأنت في يوم ما تكون البطل وفي اليوم التالي تصبح في القاع. عاقب الاتحاد الدولي لكرة القدم تيم كاهيل قائد المنتخب الأسترالي بالإيقاف مباراة واحدة خلال كأس العالم 2010 بعدما حصل على بطاقة حمراء وبذلك سيغيب كاهيل عن مباراة أستراليا المقبلة أمام غانا بينما سيشارك في مباراة الفريق الثالثة أمام صربيا. ولم تستخدم اللجنة التأديبية التابعة للاتحاد الدولي لكرة القدم حقها في زيادة مدة عقوبة الإيقاف الإجباري الممتد لمباراة واحدة على كاهيل الذي طرد بعد تدخله العنيف مع الألماني باستيان شفاينشتايغر في المباراة التي تغلبت فيها ألمانيا على أستراليا 4/ صفر. قال المهاجم الأسترالي هاري كيويل إذا لعبت منذ البداية سأكون في غاية السعادة ولكنني أيضا سأسعد إذا شاركت وحاولت تقديم شيء ما للفريق وقتما احتاجني. دعا هاري كيويل وسائل الإعلام بوقف انتقاد المنتخب عقب الهزيمة الثقيلة التي مني بها أمام ألمانيا وقال كيويل الغاضب أمام المراسلين الصحفيين في جوهانسبرغ من المفترض أن تكونوا في صف فريقنا، جميعكم من المفترض أن تكونوا هنا لمساندتنا وجعلنا نشعر بالارتياح وتحفزونا على الانطلاق لتحقيق الفخر لبلادنا. قال الهولندي بيم فيربيك المدير الفني للمنتخب الأسترالي أحب الإعلام الأسترالي، أعتقد أنه رائع. لقد سمعت الكثير من لاعبي فريق يستخدمون كلمة نفايات وأوافق تماما على هذه الكلمة ولكننا نعيش في عالم مفتوح ويمكنك كتابة ما تشاء. أعيش في عالم احترافي وأدرك ما أفعله، إذا كتبوا هذا النوع من النفايات لن اكترث. الفريق جاهز ومستعد بنسبة 100 % للعب وهذا شيء جيد. اللاعبون تعاملوا بشكل جيد مع الهزيمة أمام ألمانيا وجميعنا ندرك ما علينا فعله وهو الفوز. علينا الفوز أمام غانا ولدي ثقة بنسبة 100% في أن جميع اللاعبين سيبذلون أقصى ما بوسعهم لتحقيق ذلك. بدأت المباراة في تمام الساعة الرابعة. في الدقيقة 11 جاء الهدف الأسترالي اثر ضربة حرة من مسافة نحو 30 مترا سددها مارك بريشانو قوية وتصدى لها حارس المرمى الغاني ريتشارد كينغسون ولكنها سقطت من يده وتهيأت أمام اللاعب الأسترالي بريت هولمان المتحفز داخل منطقة الجزاء ليسددها هولمان في الزاوية البعيدة محرزا هدف التقدم. نجح أندري أيوو في اختراق الدفاع الأسترالي من الناحية اليمنى بمهارة فائقة ومرر الكرة عرضية من داخل المنطقة ليقابلها زميله جون مينساه بتسديدة قوية ارتدت من يد اللاعب هاري كيويل من فوق خط المرمى ليطلق الحكم الإيطالي روبيرتو روزيتي صفارته معلنا عن احتساب ضربة جزاء للمنتخب الغاني وأشهر الحكم البطاقة الحمراء في وجه كيويل وسط دهشة لاعبي المنتخب الأسترالي على اعتبار أن اللاعب لم يتعمد لمس الكرة وسدد أسامواه غيان ضربة الجزاء على يمين الحارس الأسترالي مسجلا هدف التعادل في الدقيقة 25. تم اختيار مهاجم منتخب غانا أسامواه غيان أفضل لاعب في المباراة. أعرب الصربي ميلوفان راييفاتش المدير الفني للمنتخب الغاني عن ارتياحه واقتناعه بنتيجة التعادل مع نظيره الأسترالي قائلا النتيجة جيدة تماما بالنسبة لنا لأننا نمتلك الآن أربع نقاط. سنرى كيف ستسير الأمور أمام ألمانيا. إذا حققنا التعادل مع ألمانيا سنتأهل للدور المقبل. أكد الهولندي بيم فيربيك المدير الفني للمنتخب الأسترالي قائلا فعلنا كل شيء لنفوز في المباراة. سنحت لنا عدة فرص جيدة حتى بعدما لعبنا بعشرة لاعبين. أعتقد أننا لم نكن محظوظين بطرد كيويل. أعتقد أنه كان خطأ من الحكم. أعرب لوكاس نيل قائد المنتخب الأسترالي عن قناعته بأن فريقه ما زال قادرا على التأهل إلى الدور الثمن النهائي حيث قال لقد سئلنا عن الروح وقد أظهرناها، توفرت لدينا بكثرة، الروح ورد الفعل هي ما تستحق أستراليا. أمامنا قضمتان نحو الكريزة، طريقتان مختلفتان للتأهل عبر هذه المجموعة. ربما أن الشعب الأسترالي لا يتخطى حاجز العشرين مليون مواطن ولكن لا يمكن أن تقول إننا صغار عندما يتعلق الأمر بكرة القدم. لم نعد فريقا صغيرا في عالم كرة القدم والناس في حاجة لمعرفة ذلك. انتقد المهاجم الأسترالي هاري كيويل الحكم الإيطالي روبيرتو روزيتي على قرار احتساب ضربة جزاء لصالح المنتخب الغاني وطرده من المباراة حيث قال أشعر بصدمة قوية. لقد بددوا حلمي في كأس العالم. حاولت الالتزام بالقوانين لكن الحكم رأى ما حدث بطريقة أخرى. إنه شيء مخزي أن تسير الأمور بهذه الطريقة ولكن إذا نظرتم إلى الموقف ربما تلاحظون أن الكرة اصطدمت بيدي ولم أكن متعمدا. لا يمكنني وضع ذراعي في مكان آخر، لم أتعمد لمس الكرة بيدي.

### غانا - ألمانيا
أكد ميلوفان راييفاتش المدير الفني للمنتخب الغاني أن لاعبيه ينظرون إلى الجانب المشرق من الحياة برغم الفشل في توجيه ضربة قاضية للفريق الأسترالي الذي لعب بعشرة لاعبين والاكتفاء بالتعادل. اعتذر لاعب الوسط الغاني سولي مونتاري عن قيامه بسب المدير الفني الصربي ميلوفان راييفاتش كي يتجنب أن يتم طرده من المنتخب وأكد الاتحاد الغاني لكرة القدم أن مونتاري لا يزال واحدا من أفراد المنتخب. ساهم لاعب المنتخب الغاني برينس بواتينج في رفع حرارة الأجواء قبل المباراة المرتقبة بين ألمانيا وغانا ووجه بواتينج الذي كان السبب في إصابة قائد المنتخب الألماني مايكل بالاك وحرمانه من المشاركة في المونديال انتقادات شديدة لقيادات اتحاد كرة القدم الألماني وأكد بواتينج المولود في برلين أنه سعيد بقراره اللعب للمنتخب الغاني ولكنه قال في الوقت نفسه إنه سعيد بالوقت الذي قضاه في اللعب بألمانيا. يذكر أن برنس على خلاف في الوقت الحالي مع أخيه غير الشقيق جيروم بواتينج لاعب منتخب ألمانيا. مع تبدد آمال منتخب جنوب أفريقيا صاحب الأرض بعد خروج المنتخب من البطولة قال الصربي ميلوفان راييفاتش المدير الفني للمنتخب الغاني أن فريقه على استعداد لرأب الصدع وحمل الآمال الأفريقيين بالوصول إلى دور الثمن النهائي على حساب نظيره الألماني واعتمد راييفاتش بنسبة كبيرة على لاعبي المنتخب الغاني الفائز بلقب كأس العالم للشباب تحت 20 عاما والتي أقيمت العام الماضي في مصر ومن بين هؤلاء النجوم الشبان يبرز اللاعب أندري أيوو الذي أظهر بالفعل أنه نجم المستقبل للكرة الغانية كما يتألق في الدفاع اللاعب جوناثان مينساه مكان اللاعب الكبير جون مينساه ويرى راييفاتش أن الاعتماد على الشباب سيمنح منتخب غانا مستقبلا رائعا لسنوات عديدة وهو ما أظهرته بطولة كأس الأمم الأفريقية 2010 بأنجولا والتي وصل فيها الفريق للمباراة النهائية ولكنه خسر أمام نظيره المصري 0/1. يعتقد الحكم الأسباني ألبرتو انديانو مالينكو بعدم وقوع أخطاء مؤثرة خلال إدارته مباراة منتخبي صربيا وألمانيا وشدد أونديانو على أنه شعر برضا كبير عما تحقق رغم أنه لم يرغب في الدخول في نقاش حول عمله. في أعقاب الهزيمة المفاجئة لمنتخب ألمانيا أمام صربيا بهدف نظيف عاد فيليب لام قائد المنتخب الألماني ليطمئن الجمهور ويؤكد القدرة على الفوز على منتخب غانا لحسم التأهل لدور الثمن النهائي في البطولة وشدد لام على ضرورة استعادة اللاعبين الشبان الثقة مرة أخرى في هذا التوقيت الصعب وأشار إلى أنه يتحدث بشكل مستمر مع اللاعبين لتحفيزهم على تحقيق الفوز ونسيان هزيمة صربيا وإسعاد الجمهور في ألمانيا وأكد لام أن منتخب الماكينات لن يخذل جمهوره مشيرا إلى التوقعات الكبيرة والاهتمام الواضح من جانب أفراد الشعب من خلال الحرص على مشاهدة المباريات وإقامة حفلات الشواء وقناعة الجميع أن سوء الحظ وراء الهزيمة وأعرب لام عن ثقته في عدم تغيير أسلوب اللعب في المباراة المقبلة أمام غانا وقال إن التغيير الوحيد الذي سيطرأ هو نزول بديل للمهاجم ميروسلاف كلوزه الذي تعرض للطرد في مباراة صربيا ودافع لام عن المدافع الأيسر هولجر بادشتوبر وأكد صعوبة منع جميع الكرات الجانبية وأوضح أن مسئولية هدف صربيا تقع على عاتق خط الدفاع بأكمله لعدم الارتكاز بشكل جيد وانتقد لام في الوقت نفسه الزاوية التي اختارها لوكاس بودولسكي لتسديد ضربة الجزاء في نفس اتجاه تحرك حارس مرمى صربيا وقال لام إن ضياع الفرص أمام صربيا ومنتخب ألمانيا يلعب في الشوط الثاني بعشرة لاعبين دليل على قوة فريق الماكينات وأشار إلى خسارة إسبانيا أمام سويسرا رغم أنها لعبت بشكل طيب واختتم لام حديثه بقوله إن الهزيمة واردة في كرة القدم وأن الفوز على أستراليا بأربعة أهداف نظيفة صاحبه الاحتفال بالمنتخب ولكن الهزيمة من صربيا تبعتها الانتقادات اللاذعة. أكد أوليفر بيرهوف مدير المنتخب الألماني على ضرورة أن تضع الماكينات العواطف جانبا خلال المباراة المقبلة أمام المنتخب الغاني الذي يضم برنس بواتينج لاعب المنتخب الألماني للشباب تحت 21 عاما سابقا. قال يواخيم لوف المدير الفني للمنتخب الألماني أنه ينتظر تحديثا بدنيا هائلا لفريقه خلال المباراة المرتقبة مع المنتخب الغاني وأشار إلى أنه من المرجح أن يدفع بالمهاجم كاكاو إلى جوار لوكاس بودولسكي في هجوم المنتخب الألماني وأصبح لوف مضطرا لإدخال تعديلات على خط هجوم الفريق بعد طرد ميروسلاف كلوزه في المباراة الماضية للفريق بالبطولة والتي انتهت بفوز المنتخب الصربي. بدأت المباراة في تمام الساعة الثامنة والنصف بالتوقيت المحلي. نجح مسعود أوزيل في تعويض المنتخب الألماني عن الانفراد الذي أهدره في الشوط الأول حيث سجل هدف التقدم لألمانيا في الدقيقة 60 من المباراة وجاء الهدف اثر تمريرة عرضية على حدود منطقة جزاء غانا تلقاها أوزيل وهيأها لنفسه ثم سددها قوية من خارج حدود المنطقة مباشرة لتذهب في زاوية صعبة على يمين الحارس الغاني الذي فشل في اللحاق بها. تم اختيار لاعب وسط منتخب ألمانيا مسعود أوزيل أفضل لاعب في المباراة. أعرب الصربي ميلوفان راييفاتش مدرب المنتخب الغاني عن أسفه بسبب الفرص العديدة التي أهدرها فريقه أمام ألمانيا في المباراة التي فازت بها الأخيرة 1/ 0 في ختام منافسات المجموعة الرابعة رغم أن غانا تأهلت مع ذلك إلى دور الثمن النهائي من البطولة وأكد راييفاتش أنه لا يمكن لأي فريق أن يخطئ أو يسهو للحظة إذا كان يلعب أمام فريق كألمانيا وأعرب المدافع هانس ساربي عن سعادته بمستوى أداء منتخب بلاده ووعد بعدم التقليل من شان المنتخب الأمريكي وأكد أن منتخب النجوم السوداء يفتقد لاعب خط وسطه المتألق مايكل إيسيان الذي لم يشارك في البطولة للإصابة. أبدى يواخيم لوف المدير الفني للمنتخب الألماني سعادته بأن فريقه الشاب نجح في تجاوز دور المجموعات وتأهل من المجموعة الرابعة لكنه سيخوض مواجهة صعبة أمام المنتخب الإنجليزي في الدور الثاني في الوقت الذي تحوم فيه الشكوك حول مشاركة نجم خط الوسط الألماني باستيان شفاينشتايغر ولكن لوف استخلص بعض الدروس من الاختبار أمام المنتخب الغاني المنظم خاصة وأن العديد من اللاعبين الشبان في الفريق الألماني يشاركون في أول بطولة كبيرة لهم.

### أستراليا - صربيا
عمت حالة من الإحباط معسكر المنتخب الأسترالي عقب طرد هاري كيويل ولكن المدافع لوكي ويلكشاير يفضل التركيز على التعادل القاتل الذي حققه أمام غانا واعترف ويلكشاير بأنه شعر بأنه كان يتوجب عليه التسجيل عندما تهيأت له كرة من مسافة 12 ياردة ولكن سدد مباشرة في أحضان الحارس الغاني ريتشارد كينغسون. أعلن فرانك لوي رئيس الاتحاد الأسترالي لكرة القدم أن المدرب الجديد لمنتخب أستراليا سيكون على الأرجح أحد المدربين الموجودين حاليا مع منتخبات كأس العالم ويصل عرض لوي إلى خمسة ملايين دولار أمريكي كراتب سنوي لخليفة تيم فيربيك فيما سيكون ثاني أعلى راتب لمدرب منتخب قومي في العالم وذلك سعيا لتعيين مدرب على أعلى مستوى ويعتبر الإيطالي فابيو كابيلو مدرب منتخب إنجلترا هو صاحب أعلى أجر بين جميع مدربي المنتخبات المشاركة وكان أحدث المنضمين لقائمة المدربين المرشحين لتدريب منتخب أستراليا الفرنسي بول لوجوين مدرب الكاميرون حاليا. طالب فرانك لوي رئيس الاتحاد الأسترالي لكرة القدم لاعبي بإظهار المزيد من الروح الرياضية بعدما صرح قائد المنتخب لوكاس نيل أن قرارات الحكام في جعلت منتخبه لا ينال أي تحكيم عادل حتى الآن بالبطولة. بدأت المباراة في تمام الساعة الثامنة والنصف بالتوقيت المحلي. أعلنت الدقيقة 68 عن هدف السبق للمنتخب الأسترالي إثر هجمة سريعة من الناحية اليمنى انتهت بتمريرة عرضية داخل منطقة الجزاء انقض عليها تيم كاهيل برأسه إلى داخل الشباك. بعد أقل من خمس دقائق جاء الهدف الثاني للمنتخب الأسترالي عندما استخلص البديل بريت هولمان الكرة في منتصف الملعب وقطع مشوارا ماراثونيا قبل أن يسدد قذيفة صاروخية بعيدة المدى عرفت طريقها باتجاه الزاوية اليمنى لمرمى الحارس الصربي فلاديمير ستويكوفيتش. قبل خمس دقائق على نهاية المباراة سدد ميلان يوفانوفيتش كرة بعيدة المدى لتسقط بغرابة من أيدي مارك شوارزر وتجد ماركو بانتيليتش المتابع الذي أسكنها الشباك بسهولة شديدة ثم تنتهي المباراة بفوز أستراليا 2/1. تم اختيار لاعب وسط منتخب أستراليا تيم كاهيل أفضل لاعب في المباراة. كشف موقع وكالة مراهنات ِسبورتسبت على الإنترنت عن احتمالات تولي الفرنسي بول لوجوين منصب المدير الفني القادم للمنتخب الأسترالي ووضع المراهنون لوجوين على رأس قائمة المرشحين لتدريب المنتخب الأسترالي متفوقا على الهولندي يوهان نيسكينز والفرنسي فيليب تروسيه. ساد الحزن الشديد صربيا في أعقاب خروج منتخبها مبكرا من بطولة كأس العالم لكرة القدم بعد الهزيمة أمام أستراليا بهدفين مقابل هدف واحد في إطار مباريات المجموعة الرابعة. ذكرت تقارير إخبارية محلية أن خمسة من لاعبي المنتخب الصربي تناولوا مشروبات كحولية ودخنوا قبل مباراتهم أمام أستراليا وذكرت صحيفة بريس الصربية لقد دخنوا وشربوا ودمروا صربيا في إشارة إلى توديع المنتخب الصربي لمونديال 2010 وعدم صعوده لدور الثمن النهائي رغم فوزه على ألمانيا بهدف نظيف وأضافت الصحيفة أن اللاعبين الخمسة وهم ماركو بانتيليتش ودانكو لازفيتش وألكسندر لوكوفيتش وفلاديمير ستويكوفيتش ونيناد ميلياش اعترفوا بفعلتهم.

## صربيا × غانا
| صربيا | 0–1     | غانا                 |
| ----- | ------- | -------------------- |
|       | التقرير | 85' (ركلة جزاء) غيان |

| صربيا | غانا |

| صربيا:         |    |                     |         |     |
|                |    |                     |         |     |
| GK             | 1  | فلاديمير ستويكوفيتش |         |     |
| DF             | 6  | برانسلاف ايفانوفيتش |         |     |
| DF             | 13 | ألكسندر لوكوفيتش    | 54' 74' |     |
| DF             | 5  | نيمانيا فيديتش      |         |     |
| DF             | 3  | ألكسندر كولاروف     |         |     |
| MF             | 11 | نيناد ميلياش        |         | 62' |
| MF             | 10 | ديان ستانكوفيتش     |         |     |
| MF             | 17 | ميلوس كراسيتش       |         |     |
| MF             | 14 | ميلان يوفانوفيتش    |         | 76' |
| FW             | 9  | ماركو بانتيليتش     |         |     |
| FW             | 15 | نيكولا زيغيتش       | 18'     | 69' |
| البدلاء:       |    |                     |         |     |
| MF             | 22 | زدرافكو كوزمانوفيتش | 83'     | 62' |
| FW             | 8  | دانكو لازوفيتش      |         | 69' |
| DF             | 20 | نيفين سوبوتيتش      |         | 76' |
| المدرب:        |    |                     |         |     |
| رادومير أنتيتش |    |                     |         |     |

| غانا:            |    |                   |     |       |
|                  |    |                   |     |       |
| GK               | 22 | ريتشارد كينغسون   |     |       |
| DF               | 4  | جون بنتسيل        |     |       |
| DF               | 15 | إسحاق فورساه      | 26' |       |
| DF               | 5  | جون مينساه        |     |       |
| DF               | 2  | هانس ساربي        |     |       |
| MF               | 6  | أنتوني أنان       |     |       |
| MF               | 23 | برينس بواتينج     |     | 90+1' |
| MF               | 12 | البرنس تاغو       | 89' |       |
| MF               | 21 | كوادوو أسامواه    |     | 73'   |
| MF               | 13 | أندري أيوو        |     |       |
| FW               | 3  | أسامواه غيان      |     | 90+3' |
| البدلاء:         |    |                   |     |       |
| MF               | 10 | ستيفن أبياه       |     | 73'   |
| DF               | 19 | لي أدي            |     | 90+1' |
| MF               | 20 | كوينسي أووسو أبيي |     | 90+3' |
| المدرب:          |    |                   |     |       |
| ميلوفان راجافاتش |    |                   |     |       |

| أفضل لاعب في المباراة: أسامواه غيان مساعدي الحكم: ريكاردو كأساس هيرنان ميدانا الحكم الرابع: صبح الدين محمد صالح |

## ألمانيا × أستراليا
| ألمانيا                                              | 4 - 0   | أستراليا |
| ---------------------------------------------------- | ------- | -------- |
| بودولسكي 8' · كلوزه 27' · توماس مولر 68' · كاكاو 70' | التقرير |          |

| ألمانيا | أستراليا |

| ألمانيا:   |    |                     |       |     |
|            |    |                     |       |     |
| GK         | 1  | مانويل نوير         |       |     |
| RB         | 16 | فيليب لام           |       |     |
| CB         | 3  | أرنه فريدريش        |       |     |
| CB         | 17 | بير ميرتساكر        |       |     |
| LB         | 14 | هولجر بادشتوبر      |       |     |
| CM         | 7  | باستيان شفاينشتايغر |       |     |
| CM         | 6  | سامي خضيره          |       |     |
| RW         | 13 | توماس مولر          |       |     |
| AM         | 8  | مسعود اوجيل         | 12'   | 74' |
| LW         | 10 | لوكاس بودولسكي      |       | 81' |
| CF         | 11 | ميروسلاف كلوزه      |       | 68' |
| البدلاء:   |    |                     |       |     |
| FW         | 19 | كاكاو               | 90+2' | 68' |
| FW         | 23 | ماريو غوميز         |       | 74' |
| MF         | 21 | ماركو مارين         |       | 81' |
| المدرب:    |    |                     |       |     |
| يواخيم لوف |    |                     |       |     |

| أستراليا:  |    |                   |     |     |
|            |    |                   |     |     |
| GK         | 1  | مارك شوارزر       |     |     |
| RB         | 8  | لوكي ويلكشاير     |     |     |
| CB         | 3  | كريغ مور          |     |     |
| CB         | 2  | لوكاس نيل         |     |     |
| LB         | 11 | سكوت تشيبرفيلد    |     |     |
| CM         | 16 | كارل فاليري       |     |     |
| CM         | 13 | فينشينسو غريلا    |     |     |
| RW         | 7  | بريت إيمرتون      |     |     |
| AM         | 5  | جايسون كولينا     |     |     |
| LW         | 19 | ريتشارد غارسيا    |     |     |
| CF         | 4  | تيم كاهيل         | 56' |     |
| البدلاء:   |    |                   |     |     |
| FW         | 14 | بريت هولمان       |     | 46' |
| FW         | 17 | نيكيتا روكافيتسيا |     | 64' |
| MF         | 15 | مايل جيديناك      |     | 74' |
| المدرب:    |    |                   |     |     |
| بيم فيربيك |    |                   |     |     |

| أفضل لاعب في المباراة: لوكاس بودولسكي مساعدي الحكم: خوسيه لويس كامارجو البيرتو مورين الحكم الرابع: جويل أغيلار |

## ألمانيا × صربيا
| ألمانيا | 0 – 1   | صربيا                |
| ------- | ------- | -------------------- |
|         | التقرير | 38' ميلان يوفانوفيتش |

| ألمانيا | صربيا |

| ألمانيا:   |    |                     |         |     |
|            |    |                     |         |     |
| GK         | 1  | مانويل نوير         |         |     |
| RB         | 16 | فيليب لام           | 32'     |     |
| CB         | 3  | أرنه فريدريش        |         |     |
| CB         | 17 | بير ميرتساكر        |         |     |
| LB         | 14 | هولجر بادشتوبر      |         | 77' |
| CM         | 6  | سامي خضيره          | 22'     |     |
| CM         | 7  | باستيان شفاينشتايغر | 73'     |     |
| RW         | 13 | توماس مولر          |         | 70' |
| AM         | 8  | مسعود اوجيل         |         | 70' |
| LW         | 10 | لوكاس بودولسكي      |         |     |
| CF         | 11 | ميروسلاف كلوزه      | 12' 37' |     |
| البدلاء:   |    |                     |         |     |
| FW         | 19 | كاكاو               |         | 70' |
| MF         | 21 | ماركو مارين         |         | 70' |
| FW         | 23 | ماريو غوميز         |         | 77' |
| المدرب:    |    |                     |         |     |
| يواخيم لوف |    |                     |         |     |

| صربيا:         |    |                     |     |     |
|                |    |                     |     |     |
| GK             | 1  | فلاديمير ستويكوفيتش |     |     |
| RB             | 6  | برانسلاف ايفانوفيتش | 18' |     |
| CB             | 5  | نيمانيا فيديتش      | 60' |     |
| CB             | 20 | نيفين سوبوتيتش      | 57' |     |
| LB             | 3  | ألكسندر كولاروف     | 19' |     |
| CM             | 10 | ديان ستانكوفيتش     |     |     |
| CM             | 22 | زدرافكو كوزمانوفيتش |     | 75' |
| RW             | 17 | ميلوس كراسيتش       |     |     |
| LW             | 14 | ميلان يوفانوفيتش    |     | 79' |
| SS             | 18 | ميلوش نينكوفيتش     |     | 70' |
| CF             | 15 | نيكولا زيغيتش       |     |     |
| البدلاء:       |    |                     |     |     |
| MF             | 4  | غويكو كاتشار        |     | 70' |
| MF             | 19 | رادوساف بتروفيتش    |     | 75' |
| FW             | 8  | دانكو لازوفيتش      |     | 79' |
| المدرب:        |    |                     |     |     |
| رادومير أنتيتش |    |                     |     |     |

| رجل المباراة: فلاديمير ستويكوفيتش مساعدي الحكم: فيرمين مارتينيز خوان كارلوس خيمينيز الحكم الرابع: مارتن فازقويز الحكم الخامس: كارلوس باسترانا |

## غانا × أستراليا
| غانا                   | 1 – 1   | أستراليا         |
| ---------------------- | ------- | ---------------- |
| أسامواه غيان 25' (ر.ج) | التقرير | 11' بريت إيمرتون |

| غانا | أستراليا |

| غانا:           |    |                   |     |     |
|                 |    |                   |     |     |
| GK              | 22 | ريتشارد كينغسون   |     |     |
| RB              | 4  | جون بنتسيل        |     |     |
| CB              | 8  | جوناثان منساه     | 79' |     |
| CB              | 19 | لي أدي            | 40' |     |
| LB              | 2  | هانس ساربي        |     |     |
| DM              | 6  | أنتوني أنان       | 84' |     |
| CM              | 23 | برينس بواتينج     |     | 87' |
| AM              | 21 | كوادوو أسامواه    |     | 77' |
| RW              | 12 | البرنس تاغو       |     | 56' |
| LW              | 13 | أندري أيوو        |     |     |
| CF              | 3  | أسامواه غيان      |     |     |
| البدلاء:        |    |                   |     |     |
| MF              | 20 | كوينسي أووسو أبيي |     | 56' |
| MF              | 11 | سولي علي مونتاري  |     | 77' |
| FW              | 14 | ماثيو أمواه       |     | 87' |
| المدرب:         |    |                   |     |     |
| يلوفان راجافاتش |    |                   |     |     |

| أستراليا:  |    |                   |     |     |
|            |    |                   |     |     |
| GK         | 1  | مارك شوارزر       |     |     |
| RB         | 8  | لوكي ويلكشاير     |     | 85' |
| CB         | 2  | لوكاس نيل         |     |     |
| CB         | 3  | كريغ مور          | 85' |     |
| LB         | 21 | ديفيد كارني       |     |     |
| CM         | 5  | جايسون كولينا     |     |     |
| CM         | 16 | كارل فاليري       |     |     |
| RW         | 7  | بريت إيمرتون      |     |     |
| LW         | 23 | مارك بريشانو      |     | 66' |
| SS         | 14 | بريت هولمان       |     | 68' |
| CF         | 10 | هاري كيويل        | 24' |     |
| البدلاء:   |    |                   |     |     |
| DF         | 11 | سكوت تشيبرفيلد    |     | 66' |
| FW         | 9  | جوشوا كينيدي      |     | 68' |
| FW         | 17 | نيكيتا روكافيتسيا |     | 85' |
| المدرب:    |    |                   |     |     |
| بيم فيربيك |    |                   |     |     |

| رجل المباراة: أسامواه غيان مساعدي الحكم: باولو كالكاجنو ستيفانو ايورلدي الحكم الرابع: كارلوس سايمون الحكم الخامس: ألتيمير هاسمان |

## غانا - ألمانيا
| غانا | 0 – 1 | ألمانيا         |
| ---- | ----- | --------------- |
|      | تقرير | مسعود اوجيل 60' |

| غانا | ألمانيا |

| غانا:            |    |                  |     |       |
|                  |    |                  |     |       |
| حارس مرمى        | 22 | ريتشارد كينغسون  |     |       |
| ظهير أيمن        | 4  | جون بنتسيل       |     |       |
| قلب دفاع         | 5  | جون مينساه       |     |       |
| قلب دفاع         | 8  | جوناثان مينساه   |     |       |
| ظهير أيسر        | 2  | هانس ساربي       |     |       |
| وسط مدافع        | 6  | أنتوني أنان      |     |       |
| وسط محوري        | 23 | برينس بواتينج    |     |       |
| وسط محوري        | 21 | كوادوو أسامواه   |     |       |
| جناح أيمن        | 12 | البرنس تاغو      |     | 64'   |
| جناح أيسر        | 13 | أندري أيوو       | 40' | 90+2' |
| مهاجم            | 3  | أسامواه غيان     |     | 82'   |
| البدلاء:         |    |                  |     |       |
| وسط              | 11 | سولي علي مونتاري |     | 64'   |
| مهاجم            | 14 | ماثيو أمواه      |     | 82'   |
| مهاجم            | 18 | دومينيك أديياه   |     | 90+2' |
| المدرب:          |    |                  |     |       |
| ميلوفان راييفاتش |    |                  |     |       |

| ألمانيا:   |    |                     |     |     |
|            |    |                     |     |     |
| حارس مرمى  | 1  | مانويل نوير         |     |     |
| ظهير أيسر  | 20 | جيروم بواتينج       |     | 73' |
| قلب دفاع   | 3  | أرنه فريدريش        |     |     |
| قلب دفاع   | 17 | بير ميرتساكر        |     |     |
| ظهير أيمن  | 16 | فيليب لام           |     |     |
| وسط محوري  | 6  | سامي خضيره          |     |     |
| وسط محوري  | 7  | باستيان شفاينشتايغر |     | 81' |
| جناح أيمن  | 13 | توماس مولر          | 43' | 67' |
| وسط مهاجم  | 8  | مسعود اوجيل         |     |     |
| جناح أيسر  | 10 | لوكاس بودولسكي      |     |     |
| مهاجم      | 19 | كاكاو               |     |     |
| البدلاء:   |    |                     |     |     |
| وسط        | 15 | بيوتر تروخوفسكي     |     | 67' |
| دفاع       | 2  | مارسيل يانسن        |     | 73' |
| وسط        | 18 | طوني كروس           |     | 81' |
| المدرب:    |    |                     |     |     |
| يواخيم لوف |    |                     |     |     |

| أفضل لاعب في المباراة: مسعود اوجيل (ألمانيا) مساعد الحكم: ألتيمير هاوسمان (البرازيل) روبيرتو براتز (البرازيل) الحكم الرابع: مارتين فاسكيز (الأوروغواي) الحكم الخامس: كارلوس باستورينو (الأوروغواي) |

## أستراليا - صربيا
| أستراليا                        | 2 – 1 | صربيا               |
| ------------------------------- | ----- | ------------------- |
| تيم كاهيل 69' · بريت هولمان 73' | تقرير | ماركو بانتيليتش 84' |

| أستراليا | صربيا |

| أستراليا:  |    |                |     |     |
|            |    |                |     |     |
| حارس مرمى  | 1  | مارك شوارزر    |     |     |
| ظهير أيمن  | 8  | لوكي ويلكشاير  | 50' | 82' |
| قلب دفاع   | 6  | مايكل بواشامب  | 49' |     |
| CB         | 2  | لوكاس نيل      |     |     |
| ظهير أيسر  | 21 | ديفيد كارني    |     |     |
| وسط محوري  | 5  | جايسون كولينا  |     |     |
| وسط محوري  | 16 | كارل فاليري    |     | 66' |
| جناح أيمن  | 7  | بريت إيمرتون   | 67' |     |
| وسط مهاجم  | 4  | تيم كاهيل      |     |     |
| جناح أيسر  | 23 | مارك بريشانو   |     | 66' |
| مهاجم      | 9  | جوشوا كينيدي   |     |     |
| البدلاء:   |    |                |     |     |
| دفاع       | 11 | سكوت تشيبرفيلد |     | 66' |
| مهاجم      | 14 | بريت هولمان    |     | 66' |
| وسط        | 19 | ريتشارد غارسيا |     | 82' |
| المدرب:    |    |                |     |     |
| بيم فيربيك |    |                |     |     |

| صربيا:         |    |                     |     |     |
|                |    |                     |     |     |
| حارس مرمى      | 1  | فلاديمير ستويكوفيتش |     |     |
| ظهير أيمن      | 6  | برانسلاف ايفانوفيتش |     |     |
| قلب دفاع       | 5  | نيمانيا فيديتش      |     |     |
| قلب دفاع       | 13 | ألكسندر لوكوفيتش    | 18' |     |
| ظهير أيسر      | 16 | إيفان أوبرادوفيتش   |     |     |
| وسط مدافع      | 22 | زدرافكو كوزمانوفيتش |     | 77' |
| وسط محوري      | 10 | ديان ستانكوفيتش     |     |     |
| وسط محوري      | 18 | ميلوش نينكوفيتش     | 59' |     |
| جناح أيمن      | 17 | ميلوش كراسيتش       |     | 62' |
| جناح أيسر      | 14 | ميلان يوفانوفيتش    |     |     |
| مهاجم          | 15 | نيكولا زيغيتش       |     | 67' |
| البدلاء:       |    |                     |     |     |
| وسط            | 7  | زوران توسيتش        |     | 62' |
| مهاجم          | 9  | ماركو بانتيليتش     |     | 67' |
| مهاجم          | 8  | دانكو لازوفيتش      |     | 77' |
| المدرب:        |    |                     |     |     |
| رادومير أنتيتش |    |                     |     |     |

| أفضل لاعب في المباراة: تيم كاهيل (أستراليا) مساعد الحكم: بابلو فاندينو (الأوروغواي) ماوريسيو إسبينوسا (الأوروغواي) الحكم الرابع: كارلوس باتريس (غواتيمالا) الحكم الخامس: ليونيل ليال (كوستاريكا) |